# 沙夫尼克河
42°57′23″N 19°05′37″E / 42.9563°N 19.0935°E

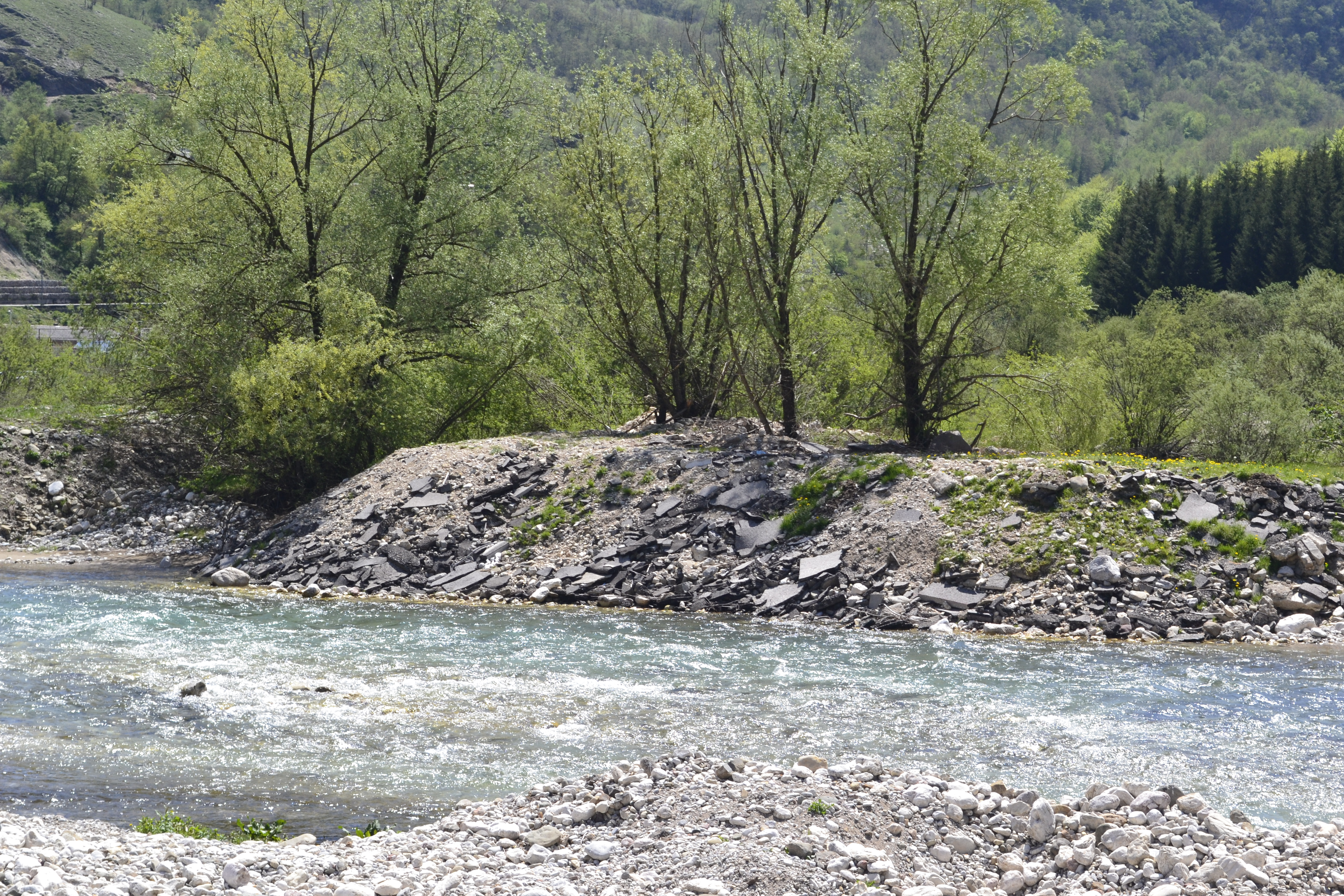

沙夫尼克河是蒙特內哥羅的河流，位於該國北部，屬於布科維察河的支流，河道全長1.5公里，河道上建有小型發電站，河畔城鎮有沙夫尼克。